# شون كريستيان (سياسي)
شون كريستيان (بالإنجليزية: Shawn Christian)‏ هو سياسي بريطاني، ولد في 14 سبتمبر 1975 في جزر بيتكيرن في المملكة المتحدة. حزبياً، نشط في مستقل. وقد انتخب Mayor of the Pitcairn Islands ‏ (2014 – ).